# فندق كمبنسكي عجمان
فندق كمبينسكي عجمان هو فندق فاخر يقع في إمارة عجمان في دولة الإمارات العربية المتحدة، الفندق أفتتح عام 1998 ويبعد 25 كم عن مطار دبي الدولي. الفندق يحتوي على 166 غرفة و14 جناح، مطعم بوفيه مفتوح على مدار الأربعة وعشرون ساعة بالإضافة لثلاث مطاعم عالمية، صالة شيشة، ويوفر 2 سبا، شاطئ خاص بطول 500 متر، نادي لياقة بدنية وصالة بولينغ.
يتميز شاطئ الفندق عن باقي فنادق الساحل الغربي لدولة الإمارات العربية المتحدة برماله البيضاء النقية، وهذا مشهد على الخليج العربي يصعب الحصول عليه في الإمارة الإجارة دبي.

## المطاعم، المقاهي والصالات
فندق كمبنسكي عجمان يقدم مجموعة متنوعة من المطاعم والمقاهي.
المنتجع تم تجديد مرافقه في عام 2008، من أجل "التكيف مع الثقافة المحلية في شروط الخدمة وليعكس أيضا أنه من الفنادق الرواد" 
- مقهى كرانزلير [3] – All Day-Dining Restaurant [4]
- مطعم Hai Tao [5] – Chinese Speciality Restaurant [6]
- مطعم بخارى [7] – Indian Specialty Restaurant [8]
- مطعم Sabella’s [9] – Italian Speciality Restaurant [10]
- صالة البولينغ [11] – Bowling Bar [12]

e Music
- مقهى on First [13]
- البهو [14]
- المسبح [15]

## روابط خارجية
- فندق كمبنسكي عجمان